# Bazofilní granulocyt

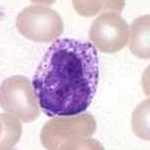
Bazofil, typ granulocytu

Bazofilní granulocyty čili bazofily jsou speciální typ leukocytů nazývaných granulocyty. Mají velké dvoulaločnaté jádro a specifická granula v cytoplasmě, která lze obarvit bazickými barvivy. Bazofily jsou nejméně hojné granulocyty, které představují méně než 1% leukocytů v periferní krvi. Existenci bazofilů v krvi jako buněk obsahujících bazofilní granula poprvé popsal Paul Ehrlich v roce 1879. Životnost těchto buněk v organismu je pouze 2 - 3 dny. Bazofily byly někdy mylně považovány za prekurzory žírných buněk cirkulujících v krvi, které by mohly migrovat do periferních tkání a dozrávat do rezidentních žírných buněk ve tkáních. Bazofily hrají důležitou roli při alergických poruchách souvisejících s antigeny a IgE protilátkami, jako je kopřivka, astma, alergie na pyl, potravinový alergen, anafylaktický šok a atopická dermatitida. 

## Vývoj a struktura
Bazofily pocházejí z progenitorů v kostní dřeni , kde se diferencují pod vlivem cytokinů IL-3 a TSLP (thymický stromální lymfopoetin). Byly identifikovány dvě populace bazofilů: IL-3 bazofily, které jsou závislé na imunoglobulinu E (IgE), a na IgE nezávislé TSLP bazofily. Nezralé bazofily mají kulatá až poněkud lobulovaná jádra pouze s mírně kondenzovaným chromatinem. Cytoplazma je modrá a obsahuje velké modročerné sekundární granule. Primární azurové granule mohou, ale nemusí být vidět. Zralé bazofily obsahují lobulované jádro, které je často zakryto granulemi. Vzorek chromatinu, pokud je viditelný, je shluknutý. Skutečná jaderná segmentace s viditelnými vlákny se vyskytuje jen zřídka. Cytoplazma je bezbarvá a obsahuje velké množství charakteristických velkých modročerných granulí. 

## Aktivace a funkce
Basofily exprimují na svém povrchu vysokoafinitní IgE receptory (FcεRI) a IL-3 receptory (IL-3R). Zesíťování IgE protilátek vázaných na FcεRI multivalentním antigenem (alergenem) má za následek uvolňování preformovaných mediátorů jako je histamin, leukotrieny aj. ze sekrečních granulí procesem degranulace.  Degranulace bazofilů a žírných buněk vede k charakteristickým příznakům alergické reakce, od kýchání a rýmy v horních dýchacích cestách až po angioedém a svědění kůže. FcɛRI aktivované bazofily klasicky uvolňují vysoké hladiny IL-4 a IL-13 spolu s chemokiny podílející se na zprostředkování chemotaxe lymfocytů a eozinofilů. Tyto účinky jsou určeny k cílení na patogeny imunity typu 2, mnohobuněčné parazity hlístů, na které se nemohou zaměřit efektorové mechanismy typu 1, jako je fagocytóza a buněčně zprostředkovaná cytotoxicita. Místo toho se klasická efektorová reakce typu 2 zprostředkovaná bazofily zaměřuje na vypuzování patogenů. 
Bazofily fungují jak ve vrozené, tak v adaptivní imunitě. Bazofily jsou schopné uvolňovat velké množství cytokinů pomocných T buněk podtypu 2 (Th2), jako jsou IL-4 a IL-13, které regulují imunitní odpověď Th2. Bazofily také indukují B lymfocyty na syntézu IgE. Zatímco žírné buňky jsou efektory chronického alergického zánětu zprostředkovaného IgE, bazofily fungují jako iniciátoři alergického zánětu uvolňováním předem vytvořených cytokinů. Aktivace bazofilů není omezena na zesíťování IgE specifické pro antigen, ale může být spuštěna u nesenzitizovaných jedinců pomocí parazitických antigenů, lektinů, virových superantigenů, cytokinů, růstových faktorů chemokinů, proteáz a složek systému komplementu. Zralé bazofily jsou schopné syntetizovat granulované proteiny na základě aktivačních signálů. Například mohou být indukovány k produkci mediátoru alergického zánětu známého jako granzym B. Žírné buňky mohou indukovat bazofily k produkci a uvolňování kyseliny retinové, regulátoru imunitních a rezidentních buněk při alergických onemocněních. Bazofily také hrají roli v angiogeneze prostřednictvím exprese vaskulárního endoteliálního růstového faktoru (VEGF) a jeho receptorů. Spolu s eosinofily se podílejí na kontrole helmintových infekcí tím, že obklopují toxické vaječné produkty a zabraňují poškození tkání. Dále podporují eosinofilii a jsou spojeny se zpomalením migrace larev do jiných orgánů, která přispívají k účinnému vyhánění červů. 

## Role bazofilů při alergické rýmě
Expozice alergenům stimuluje žírné buňky v nosní sliznici k uvolňování histaminu, který působí na receptor histaminu H4 na bazofilech, což vede k migraci bazofilů do nosních tkání. Aktivované bazofily v nosních tkáních uvolňují různé mediátory k vyvolání nosních reakcí v rané i pozdní fázi. 